# PGC 14034
LEDA/PGC 14034, auch UGC 2888, ist eine spiralförmige Radiogalaxie im Sternbild Perseus am Nordsternhimmel. Sie ist schätzungsweise 183 Millionen Lichtjahre von der Milchstraße entfernt und hat einen Durchmesser von etwa 50.000 Lichtjahren. Vom Sonnensystem aus entfernt sich das Objekt mit einer errechneten Radialgeschwindigkeit von näherungsweise 4.000 Kilometern pro Sekunde. Nach Lage der Daten bildet sie gemeinsam mit PGC 14033 ein gravitativ gebundenes Galaxienpaar, was auch die auseinandergezerrten Spiralarme erklären würde.
Im selben Himmelsareal befinden sich unter anderem die Galaxien NGC 1465, PGC 1993627, PGC 2006400, PGC 2011704.